# San Pedro del Pinatar
San Pedro del Pinatar egy község Spanyolországban, Murciában. San Pedro del Pinatar San Javier és Pilar de la Horadada községekkel határos. Lakosainak száma 28 706 fő (2024).

## Népesség
A település népessége az elmúlt években az alábbi módon változott:
| Lakosok száma | 16 269 | 18 746 | 22 217 | 23 738 | 24 285 | 24 091 | 24 903 | 25 476 | 26 827 | 28 706 |
|               | 2001   | 2004   | 2007   | 2009   | 2012   | 2014   | 2017   | 2019   | 2022   | 2024   |